# Bostryx
Bostryx is een geslacht van weekdieren uit de klasse van de Gastropoda (slakken).

## Soorten
- Bostryx albicans (Broderip, 1832)
- Bostryx ancavilorum Araya, 2015
- Bostryx breurei Araya, 2015
- Bostryx calderaensis Araya, 2015
- Bostryx erythrostomus (G. B. Sowerby I, 1833)
- Bostryx huascensis (Reeve, 1848)
- Bostryx inaquosum Breure, 1978
- Bostryx ireneae Araya, 2015
- Bostryx ischnus (Pilsbry, 1902)
- Bostryx mejillonensis (L. Pfeiffer, 1857)
- Bostryx pruinosus (G. B. Sowerby I, 1833)
- Bostryx pumilio (Rehder, 1945)
- Bostryx pupiformis (Broderip, 1832)
- Bostryx pustulosus (Broderip, 1832)
- Bostryx rhodacme (L. Pfeiffer, 1843)
- Bostryx solutus (Troschel, 1847)
- Bostryx umbilicaris (Souleyet, 1842)
- Bostryx valdovinosi Araya, 2015